# Cédric Carrasso
Pour les articles homonymes, voir Carrasso.
Cédric Carrasso, né le 30 décembre 1981 à Avignon, dans le Vaucluse, est un footballeur international français qui évolue au poste de gardien de but entre 2001 et 2018.
Son frère Johann Carrasso, de six ans et demi son cadet, est également gardien de but.

## Biographie

### Formation à l'OM et prêts
Cédric Carrasso signe sa première licence de foot en débutant au Stade maillanais, dans le village provençal de Maillane où il vit avec ses parents et ses frères, Johann et Romain. Très tôt, il est repéré par le grand club des environs, l'Olympique avignonnais, au sein duquel il signe en poussins. Déjà, son talent impressionne au sein du club de la cité des Papes, et les excellentes saisons se suivent. Mais Cédric travaille énormément en dehors des séances d'entraînement classiques avec son club, notamment avec son père qui le pousse à améliorer ses défauts, et à élever encore son niveau d'exigence pourtant déjà important. Il entre au centre de formation de l'Olympique de Marseille à l'âge de 11 ans. Malgré une sévère concurrence dans le club phocéen, il se fait peu à peu une place et intègre à dix-neuf ans le groupe professionnel.
Il est prêté au Crystal Palace Football Club, club de seconde division anglaise, durant la saison 2001-2002 mais ne joue qu’un seul match en équipe première le 1er avril 2002 contre Birmingham City en championnat.
De retour à Marseille, il remplace la saison suivante Vedran Runje lors de deux rencontres, c'est le 2 novembre face à Montpellier qu'il joue pour la première fois sous le maillot olympien. Il se blesse gravement au genou droit lors du match amical face à France 98 en 2003 et est atteint d'une rupture des ligaments croisés. Durant sa convalescence, il perd vingt-cinq kilos en trois mois, alors que son poids initial dépassait les cent kilos. 
Il ne retrouve les terrains qu’au début de la saison 2004-2005 à l'En Avant de Guingamp lors d'un nouveau prêt. C'est le 10 septembre 2004 à Troyes lors de la septième journée de Ligue 2. Deux journées plus tard, il est expulsé contre Lorient à la 75e minute de jeu.

### Olympique de Marseille
Il est titularisé dans les buts de l'Olympique de Marseille durant la suspension de Fabien Barthez en 2005. 
Il joue son premier match européen au Stade de Suisse face aux Young Boys Berne en juillet 2005 en Coupe Intertoto.
Après le départ de Fabien Barthez (en fin de contrat), l'encadrement technique de l'OM, satisfait de ses prestations est persuadé qu'il vaut mieux qu'un statut de remplaçant, le titularise pour la saison 2006-2007.
Malgré la concurrence avec Steve Mandanda qui signe à l'OM lors du marché des transferts de 2007, il prolonge son contrat de deux ans jusqu'en 2011. 
Ironie du sort, Cédric Carrasso se blesse à l’entraînement le 22 août 2007. Le gardien souffre d’une rupture du tendon d'Achille gauche. Il est question d’environ six mois d’indisponibilité selon le staff médical, ce qui laisse la place de numéro un à Steve Mandanda.
Il fait son retour dans le groupe olympien le 19 janvier 2008 lors de la 21e journée de championnat mais n'est pas titularisé par Éric Gerets. En effet, au vu des prestations impressionnantes de Steve Mandanda ces cinq derniers mois, Cédric perd sa place de titulaire et doit se cantonner à un rôle de remplaçant. D'ailleurs, Pape Diouf fait clairement comprendre que l'OM ne le retiendrait pas au prochain marché des transferts si une offre intéressante se présentait.
Le 19 mars, Cédric Carrasso est titularisé pour la première fois depuis son retour de blessure à l'occasion d'un match de Coupe de France face à Carquefou, équipe de CFA 2. Ce sera son dernier match sous le maillot phocéen.

### Toulouse FC
Carrasso s'engage le 24 juin 2008 en faveur du Toulouse FC afin de pallier le départ de Nicolas Douchez parti au Stade rennais. Il joue son premier match sous le maillot toulousain lors de la première journée de Ligue 1 au Stade Gerland (défaite 2-0 contre Lyon). Le club toulousain termine meilleure défense de Ligue 1 avec seulement 27 buts encaissés et se qualifie pour la Ligue Europa. Carrasso effectue dans le même temps une grosse performance en Coupe de France. Toulouse atteint les demi-finales de la compétition après l'élimination du Lille OSC aux tirs au but grâce à deux arrêts de Carrasso, avant de s'incliner face à l'EA Guingamp, futur vainqueur de la compétition. Cette saison impressionnante dans la ville rose lui ouvre les portes de l'équipe de France. En effet, Raymond Domenech le convoque pour la première fois à l'occasion du match amical face à l'Argentine le 11 février 2009 en tant que troisième gardien derrière Steve Mandanda et Hugo Lloris.

### Girondins de Bordeaux
Fort de son retour à son meilleur niveau, il s'engage à l'été 2009 pour quatre ans en faveur des Girondins de Bordeaux, champions de France en titre, où il a l'occasion de jouer la Ligue des champions et ce qui lui permet de succéder à Ulrich Ramé, gardien emblématique du club en fin de carrière. Il joue son premier match sous nouveau maillot lors du Trophée des champions contre l'En Avant Guingamp qu'il remporte. Il est sur le banc lors de la finale de Coupe de la Ligue 2010 perdu contre son club formateur de l'Olympique de Marseille mais participe grandement à l'épopée des Girondins en Ligue des champions lors de laquelle ils sortent en tête de la phase de poule devant le Bayern Munich et la Juventus. Après un match nul en Italie, le club remporte les cinq autres rencontres, notamment les deux contre le Bayern dont une à l'Allianz Arena et le match retour contre la Juventus. Le club est éliminé par l'Olympique lyonnais lors des quarts de finale après avoir éliminé l'Olympiakos en huitième.
Après de bonnes performances dans les cages bordelaises lors de ses deux premières saisons, il prolonge son contrat de deux saisons supplémentaires à l'issue de la saison 2010-2011, qui le lie aux Girondins jusqu'en juin 2015.
Lors de la saison 2011-2012, le club termine à la cinquième place du championnat et se qualifie pour la Ligue Europa après deux saisons sans compétitions européennes.
Le 15 décembre 2013, il annonce sur l'écran géant du Stade Chaban-Delmas en préambule du match contre le Valenciennes FC sa prolongation de contrat jusqu'en 2017, il arrête lors de cette rencontre un penalty et le club s'impose deux buts à un. En seconde partie de saison et après avoir éliminé quatre clubs de division inférieure, les Girondins éliminent l'ES Troyes en demi-finale de la Coupe de France avant de remporter la finale contre l'Évian TG trois buts à deux. En Ligue Europa, le club est éliminé en huitième de finale contre le Benfica Lisbonne après avoir terminé premier de la phase de poule devant Newcastle et après avoir éliminé le Dynamo Kiev.

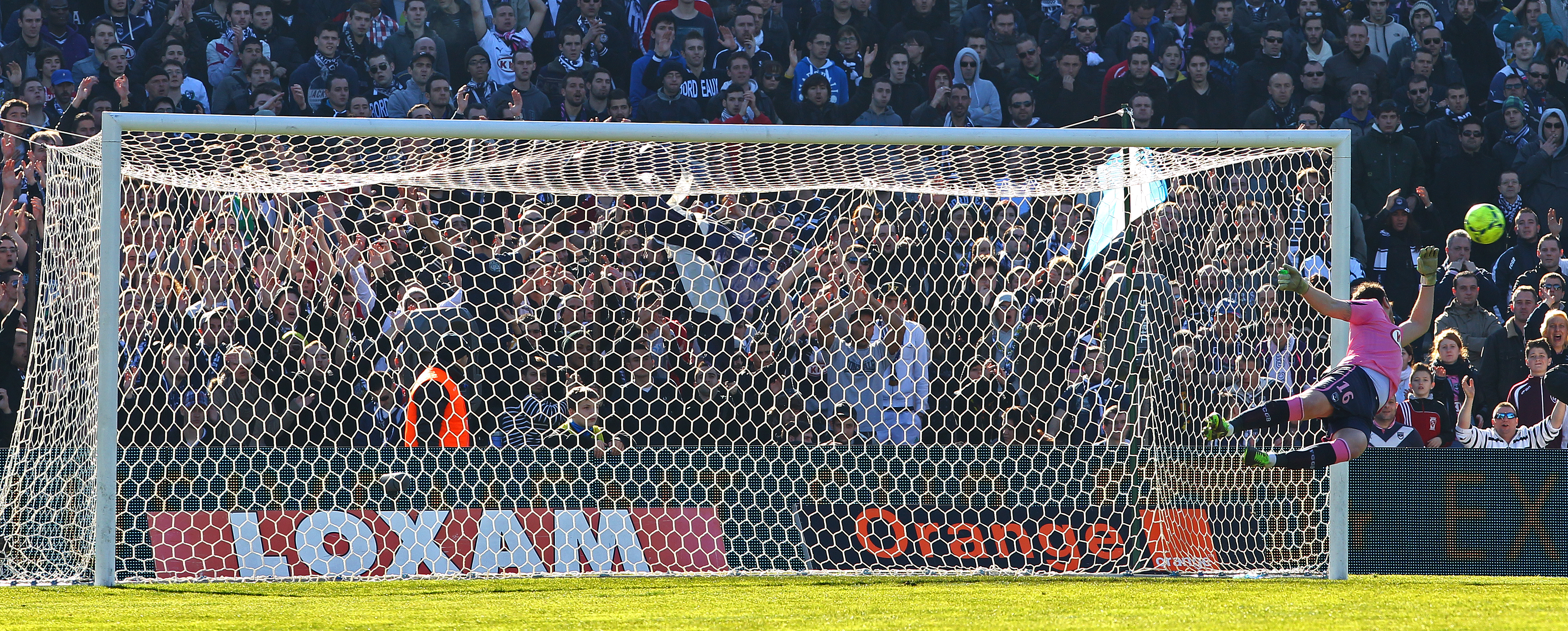
Un arrêt lors d'un match contre Lyon en 2013

La saison 2013-2014 commence par une défaite contre le Paris Saint-Germain lors du Trophée des champions et termine par une septième place en championnat.
Carrasso est remplacé au cours d'un match de championnat contre le FC Nantes en janvier 2016 après une blessure au genou gauche. Une rupture du ligament croisé qui met un terme à sa saison. Il est remplacé par Paul Bernardoni puis par Jérôme Prior pour la seconde partie de saison.
La saison 2016-2017 commence mal pour lui puisque bien que rétabli, c'est Jérôme Prior qui est nommé numéro un dans les cages girondines par le nouvel entraîneur. Cependant après seulement deux journées de championnat, il retrouve sa place de titulaire. Le 18 novembre suivant, il se blesse sur un arrêt à l'entraînement. L'IRM révèle une entorse du genou gauche avec une lésion méniscale associée et une absence estimée à quelques semaines. Il revient à la compétition deux mois plus tard, et reprend rapidement une place de titulaire. Le 16 mai 2017, le club officialise son départ à la fin de la saison, libre, malgré sa volonté de rester.

### Galatasaray SK
Le 8 septembre 2017, il s'engage pour une saison avec le Galatasaray SK. Il ne dispute que deux matchs avec le club turc avant d'être libéré à l'issue de son contrat en juin 2018.

### Sélection nationale
Régulièrement convoqué en bleu en tant que troisième gardien depuis février 2009, Cédric Carrasso fait partie des joueurs sélectionnés par Raymond Domenech pour participer à la Coupe du monde 2010 en Afrique du Sud. Malheureusement, le 15 juin 2010, il est contraint de déclarer forfait pour le reste du Mondial à cause d'une blessure à la cuisse gauche. Il est alors remplacé par Stéphane Ruffier, gardien de l'AS Monaco.
Le 9 juin 2011, lors du match amical face à la Pologne à Varsovie (victoire 1-0), Laurent Blanc décide de faire tourner l'effectif en titularisant Carrasso qui réalise une bonne prestation dans les cages pour sa première (et unique) apparition en Bleu.
Avec l'arrivée au poste de sélectionneur de l'équipe de France, de l'ancien entraîneur de l'Olympique de Marseille Didier Deschamps, Cédric Carrasso est devenu le 4e gardien de l'équipe de France, étant doublé dans la hiérarchie par Mickaël Landreau. Il n'est donc plus sélectionné sur la feuille de match. Après la retraite de Mickaël Landreau, c'est Stéphane Ruffier qui devient troisième gardien. Lorsque ce dernier se blesse, Benoît Costil est sélectionné.

## Reconversion
En novembre 2018, Cédric Carrasso rejoint l'équipe des consultants du groupe Eurosport sur lequel il commente notamment plusieurs matchs de Coupe de France.

## Statistiques
| Saison                | Club                        | Championnat           | Championnat | Championnat | Coupe(s) nationale(s) | Coupe(s) nationale(s) | Compétition(s) continentale(s) | Compétition(s) continentale(s) | Compétition(s) continentale(s) | Trophée des champions | Trophée des champions | France | France | Total | Total |
| Saison                | Club                        | Division              | M.          | B.          | M.                    | B.                    | Comp.                          | M.                             | B.                             | M.                    | B.                    | M.     | B.     | M.    | B.    |
| 2002-2003             | Olympique de Marseille      | Ligue 1               | 2           | 0           | -                     | -                     | -                              | -                              | -                              | -                     | -                     | -      | -      | 2     | 0     |
| 2003-2004             | Olympique de Marseille      | Ligue 1               | -           | -           | -                     | -                     | -                              | -                              | -                              | -                     | -                     | -      | -      | 0     | 0     |
| 2005-2006             | Olympique de Marseille      | Ligue 1               | 15          | 0           | 3                     | 0                     | C4+C3                          | 6+3                            | 0+0                            | -                     | -                     | -      | -      | 27    | 0     |
| 2006-2007             | Olympique de Marseille      | Ligue 1               | 38          | 0           | 8                     | 0                     | C4+C3                          | 1+4                            | 0+0                            | -                     | -                     | -      | -      | 51    | 0     |
| 2007-2008             | Olympique de Marseille      | Ligue 1               | 4           | 0           | 1                     | 0                     | -                              | -                              | -                              | -                     | -                     | -      | -      | 5     | 0     |
| Sous-total            | Sous-total                  | Sous-total            | 59          | 0           | 12                    | 0                     | -                              | 14                             | 0                              | -                     | -                     | -      | -      | 85    | 0     |
| 2001-2002             | Crystal Palace FC (prêt)    | First Division        | 1           | 0           | -                     | -                     | -                              | -                              | -                              | -                     | -                     | -      | -      | 1     | 0     |
| 2004-2005             | En Avant de Guingamp (prêt) | Ligue 2               | 26          | 0           | 4                     | 0                     | -                              | -                              | -                              | -                     | -                     | -      | -      | 30    | 0     |
| 2008-2009             | Toulouse FC                 | Ligue 1               | 37          | 0           | 6                     | 0                     | -                              | -                              | -                              | -                     | -                     | -      | -      | 43    | 0     |
| 2009-2010             | Girondins de Bordeaux       | Ligue 1               | 29          | 0           | 1                     | 0                     | C1                             | 9                              | 0                              | 1                     | 0                     | -      | -      | 40    | 0     |
| 2010-2011             | Girondins de Bordeaux       | Ligue 1               | 35          | 0           | 4                     | 0                     | -                              | -                              | -                              | -                     | -                     | 1      | 0      | 40    | 0     |
| 2011-2012             | Girondins de Bordeaux       | Ligue 1               | 37          | 0           | 3                     | 0                     | -                              | -                              | -                              | -                     | -                     | -      | -      | 40    | 0     |
| 2012-2013             | Girondins de Bordeaux       | Ligue 1               | 38          | 0           | 6                     | 0                     | C3                             | 10                             | 0                              | -                     | -                     | -      | -      | 54    | 0     |
| 2013-2014             | Girondins de Bordeaux       | Ligue 1               | 36          | 0           | 4                     | 0                     | C3                             | 4                              | 0                              | 1                     | 0                     | -      | -      | 45    | 0     |
| 2014-2015             | Girondins de Bordeaux       | Ligue 1               | 37          | 0           | 3                     | 0                     | -                              | -                              | -                              | -                     | -                     | -      | -      | 40    | 0     |
| 2015-2016             | Girondins de Bordeaux       | Ligue 1               | 20          | 0           | 2                     | 0                     | C3                             | 7                              | 0                              | -                     | -                     | -      | -      | 29    | 0     |
| 2016-2017             | Girondins de Bordeaux       | Ligue 1               | 24          | 0           | 3                     | 0                     | -                              | -                              | -                              | -                     | -                     | -      | -      | 27    | 0     |
| Sous-total            | Sous-total                  | Sous-total            | 256         | 0           | 26                    | 0                     | -                              | 30                             | 0                              | 2                     | 0                     | 1      | 0      | 315   | 0     |
| 2017-2018             | Galatasaray SK              | Süper Lig             | 1           | 0           | 1                     | 0                     | -                              | -                              | -                              | -                     | -                     | -      | -      | 2     | 0     |
| Total sur la carrière | Total sur la carrière       | Total sur la carrière | 380         | 0           | 49                    | 0                     | -                              | 44                             | 0                              | 2                     | 0                     | 1      | 0      | 476   | 0     |

### Match international
| Matches internationaux de Cédric Carasso | Matches internationaux de Cédric Carasso | Matches internationaux de Cédric Carasso             | Matches internationaux de Cédric Carasso | Matches internationaux de Cédric Carasso | Matches internationaux de Cédric Carasso | Matches internationaux de Cédric Carasso |
|                                          | Date                                     | Lieu                                                 | Adversaire                               | Résultat                                 | Compétition                              | Notes                                    |
| ---------------------------------------- | ---------------------------------------- | ---------------------------------------------------- | ---------------------------------------- | ---------------------------------------- | ---------------------------------------- | ---------------------------------------- |
| 1.                                       | 9 juin 2011                              | Stade du maréchal Józef Piłsudski, Varsovie, Pologne | Pologne                                  | 0 - 1                                    | Match amical                             | Titulaire.                               |

## Palmarès

### En club
Avec l'Olympique de Marseille, Carrasso remporte la Coupe Intertoto en 2005. 
Il est également vice-champion de France en 2007 et finaliste de la Coupe de France en 2006 et 2007.
Avec les Girondins de Bordeaux, il remporte le Trophée des champions en 2009 et la Coupe de France en 2013. Il est finaliste de la Coupe de la Ligue en 2010.
Il est champion de Turquie en 2018 avec Galatasaray.

### Distinction personnelle
Carrasso est élu étoile d'or France Football des gardiens en 2009.